# Guldbagge 1982

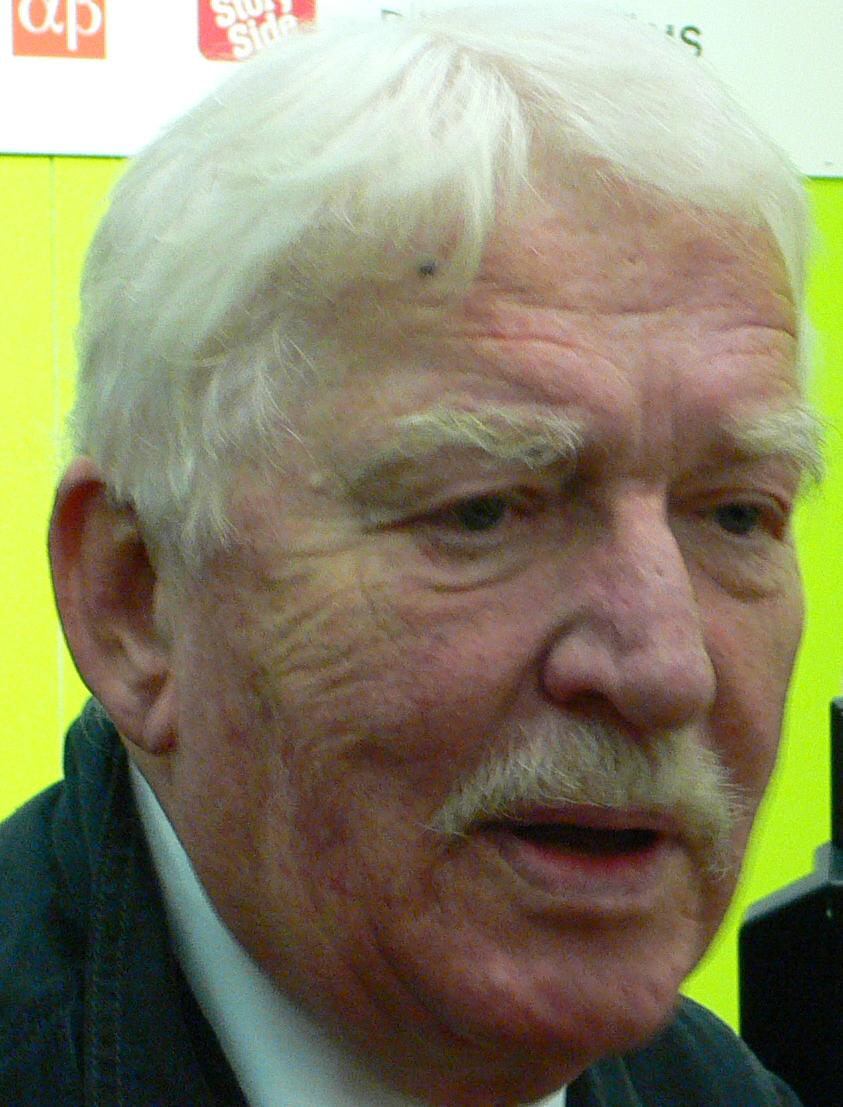
Hans Alfredson vinse il premio come miglior film e miglior regista. Stella Skarsgård si aggiudicò per la sua interpretazione nel film il premio come miglior attore

La 18ª edizione del Premio Guldbagge, che ha premiato i film svedesi del 1981 e del 1982, si è svolta a Stoccolma il 10 ottobre 1982.

## Vincitori
Miglior film
- Den enfaldige mördaren, regia di Hans Alfredson

Miglior regista
- Hans Alfredson - Den enfaldige mördaren

Miglior attrice
- Sunniva Lindekleiv, Lise Fjeldstad e Rønnaug Alten - Liten Ida

Miglior attore
- Stellan Skarsgård - Den enfaldige mördaren

Premio Speciale
- Ulf Dageby per le musiche di Målaren

Premio Ingmar Bergman
- Gustav Roger